# ウィリアム・クローフォード・ウィリアムソン
ウィリアム・クローフォード・ウィリアムソン（William Crawford Williamson、1816年11月24日 - 1895年6月23日）は、イギリスの博物学者・古植物学者。

## 生涯
スカーブラで生まれた。父ジョン・ウィリアムソンは園芸家から、地方では有名な博物学者になった人物で、ウィリアム・ビーンとともにヨークシャー沿岸の化石の出土地を最初に調査し、長期にわたってスカボロー自然史博物館の最初の学芸員を務めた。ウィリアム・ウィリアムソンは科学的な環境に育ち、科学者たちと知り合った。イギリスの地質学の父と称されるウィリアム・スミスは2年間ウィリアムソンの家に滞在した。母方の祖父は宝石職人で、鉱物の切断技術を学び、これは後のウィリアムソンの化石の研究に役立った。
ウィリアムソンは16歳にならないうちに、ヨークシャーの鳥類についての論文を発表し、1834年には Gristhorpe Man についての論文を書き、同年ロンドン地質学会に、自分の故郷の中生代化石に関する最初の論文を発表した。ジョン・リンドリーとハットンの著作、Fossil Flora of Great Britain の執筆を手伝った。
ロンドンのユニヴァーシティ・カレッジ・ロンドンで医学を学び、1841年にマンチェスターに戻り医者としても成功した。医学の勉強中も医者になった後も科学の研究を続け、3年間にわたってマンチェスター自然史学会の博物館の学芸員を務めた。
1851年にマンチェスターのオーエン・カレッジ (Owen's College) が創設されると、博物学の教授となり、地質学、動物学、植物学を教えた。地質学の分野では中生代の化石の分布、海洋堆積物の研究を行い、動物学の分野では魚類の歯や骨格の研究を行い、植物化石の研究ではアドルフ・ブロンニャールと並んで古植物学の分野の基礎を作った1人とされる。

## 受賞歴
- 1854年: 王立協会フェロー選出[1]
- 1874年: ロイヤル・メダル（王立協会）[1]
- 1877年: ベーカリアン・メダル（王立協会）[1]
- 1890年: ウォラストン・メダル（ロンドン地質学会）[2]